# Comarca de Huéscar

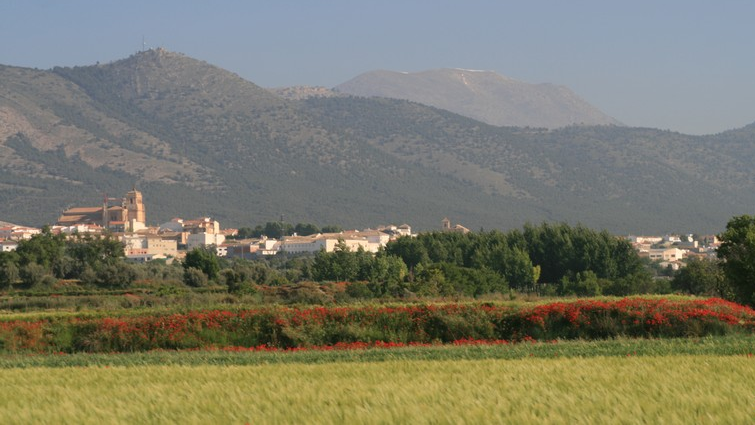
Vista de Huéscar, capital comarcal.

Huéscar es una comarca española situada en el extremo nororiental de la provincia de Granada. Este territorio limita al norte con la comarca de la Sierra de Segura, en Albacete, y el Noroeste Murciano, en la Región de Murcia; al este con Los Vélez, en Almería; al sur con Baza; y al oeste con Sierra de Segura y Sierra de Cazorla, en Jaén. Es, por tanto, una de las pocas comarcas españolas que limitan con cuatro provincias distintas, con una combinación de cultura y tradiciones tanto granadinas como manchegas —principalmente en su gastronomía— y murcianas. Esta zona está considerada como el Levante Granadino.
Está formada por seis municipios, de los cuales el más poblado es Huéscar, y el más extenso es la Puebla de Don Fadrique; por el contrario, el municipio con menor número de habitantes y de menor superficie es Galera. Su capital tradicional e histórica, que da nombre a la comarca, es la ciudad de Huéscar.

## Municipios
Esta comarca está formada por los siguientes municipios:
|                        | Municipio              | Superficie   | Población (2023) | Densidad       | Ayto. (2024) | Pedanías |
| ---------------------- | ---------------------- | ------------ | ---------------- | -------------- | ------------ | --- |
| Castilléjar            | Castilléjar            | 131,33 km²   | 1 288 hab.       | 9,81 hab./km²  | IAG          | Los Carriones y Los Olivos |
| Castril                | Castril                | 243,26 km²   | 1 992 hab.       | 8,19 hab./km²  | NC           | Alamillo, Almontaras, Cañadas, Cebas, Corralón, Cortijillos, Cuquillo, Fátima, Fuente Vera, Isidoros, Manuel Díaz, Martín, Puentezuela, Solana, Tala Bartolo y Los Torres |
| Galera                 | Galera                 | 117,89 km²   | 1 108 hab.       | 9,4 hab./km²   | PSOE         | La Alquería, Buenavista y El Cura |
| Huéscar                | Huéscar                | 473,46 km²   | 7 220 hab.       | 15,25 hab./km² | IAG          | Barrio Nuevo, Barrio Nuevo de San Clemente, Canal de San Clemente, Duda y La Parra                                                                                        |
| Orce                   | Orce                   | 324,96 km²   | 1 147 hab.       | 3,53 hab./km²  | IU           | Fuente Nueva y Venta Micena |
| Puebla de Don Fadrique | Puebla de Don Fadrique | 523,38 km²   | 2 207 hab.       | 4,22 hab./km²  | PP           | Almaciles |
|                        | TOTAL                  | 1.814,28 km² | 14 962 hab.      | 8,25 hab./km²  |              | |

## Economía

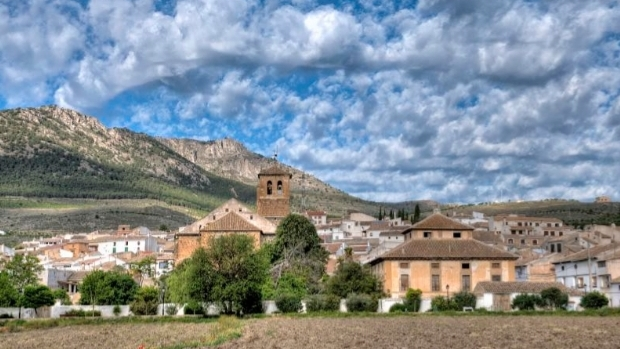
Vista de la Puebla de Don Fadrique, en la comarca de Huéscar.

La comarca de Huéscar se caracteriza por un cierto envejecimiento de la población debido a la emigración y a tasas de natalidad muy bajas. Las principales fuentes de riqueza corresponden al sector primario, la construcción y los servicios, con escaso desarrollo del sector industrial (salvo el agroalimentario y el textil), y un débil índice de creación de empresas. Subsiste una cierta dependencia a las rentas por desempleo, así como la existencia de una economía sumergida, aunque ambos fenómenos han disminuido en las últimas décadas.
En el sector primario, y más concretamente en la agricultura, el secano ocupa la mayor parte de la superficie cultivable, predominando los cultivos de cereales, el girasol y las legumbres, además de árboles frutales, vid y almendro, con un incipiente desarrollo de la hortofruticultura. También tiene gran importancia la ganadería por albergar un gran número de cabezas, fundamentalmente de dos tipos: el ovino y el caprino, y en menor importancia el porcino. La oveja segureña es un recurso económico importante, y muy prometedor.

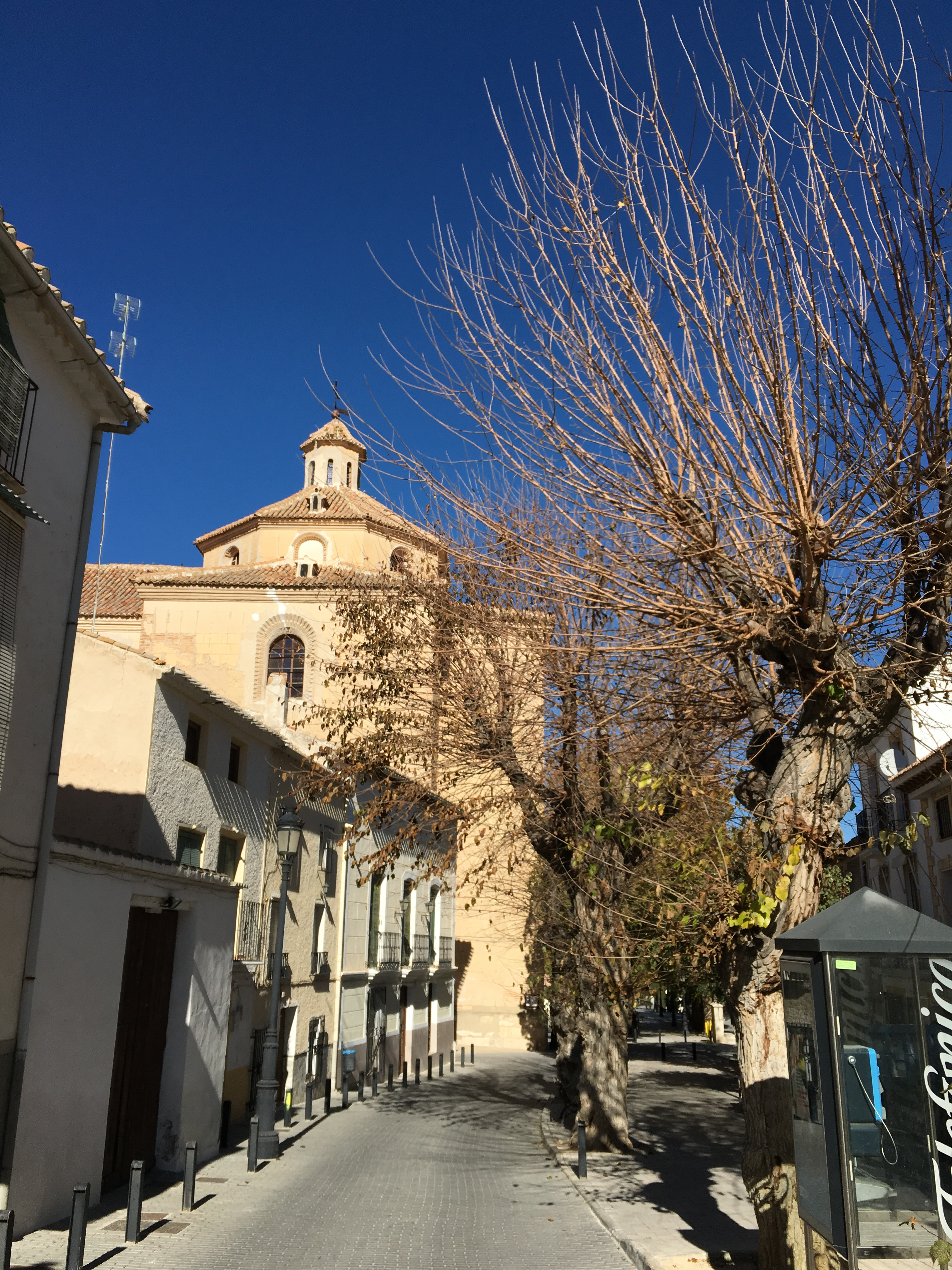
Vista de Orce, en la comarca oscense.

En el sector secundario destaca básicamente la industria textil y la industria agroalimentaria (especialmente de la cárnica), capaz de abrir importantes mercados fuera de la provincia. La construcción atraviesa un buen momento, coexistiendo pequeñas empresas autónomas con otras que tienen un nivel importante de facturación.
En el sector servicios predomina por un lado el sector público, ligado especialmente a la sanidad y a la educación, y por otro lado el comercio, aunque precisa modernizarse. En cuanto al sector turístico, el potencial es elevado, pero debe solucionar los problemas estructurales de los que en la actualidad adolece.

## Gastronomía
La gastronomía de la comarca está muy influenciada sin duda por la manchega, por la levantina y por la navarro-aragonesa. Esto da lugar a una rica y variada gastronomía en legumbres, verduras y hortalizas, que se completa con las truchas de la zona (trucha a la navarra) y con los productos cárnicos como el choto así como el cordero segureño.
Esta cocina mezcla de manchega y granadina incluye las migas, andrajos con liebre, ajo de harina, lomo de orza -o "a la orza"- y embutidos. También hay variedad de dulces navideños: mantecados, alfajores, rollos de vino, de huevo, de naranja y manchegos. Las bebidas más típicas son la mistela (especialmente en las bodas) y la cuerva, que es como se denomina a la sangría en gran parte de la provincia de Granada, así como Albacete, Cuenca, Jaén y Murcia.